# لوساكا (محافظة)
محافظة لوساكا هي إحدى محافظات زامبيا العشرة. عاصمتها هي مدينة لوساكا التي هي أيضا عاصمة البلاد، وهي أصغر المحافظات مساحة إذ تبلغ 21,896 كم مربع. وتنقسم إلى 4 مناطق.

## المناخ
يظهر الجدول التالي التغييرات المناخية على مدار السنة للوساكا:
| البيانات المناخية لـلوساكا | البيانات المناخية لـلوساكا | البيانات المناخية لـلوساكا | البيانات المناخية لـلوساكا | البيانات المناخية لـلوساكا | البيانات المناخية لـلوساكا | البيانات المناخية لـلوساكا | البيانات المناخية لـلوساكا | البيانات المناخية لـلوساكا | البيانات المناخية لـلوساكا | البيانات المناخية لـلوساكا | البيانات المناخية لـلوساكا | البيانات المناخية لـلوساكا | البيانات المناخية لـلوساكا |
| الشهر | يناير                      | فبراير                     | مارس                       | أبريل                      | مايو                       | يونيو                      | يوليو                      | أغسطس                      | سبتمبر                     | أكتوبر                     | نوفمبر                     | ديسمبر                     | المعدل السنوي              |
| --- | -------------------------- | -------------------------- | -------------------------- | -------------------------- | -------------------------- | -------------------------- | -------------------------- | -------------------------- | -------------------------- | -------------------------- | -------------------------- | -------------------------- | -------------------------- |
| الدرجة القصوى °م (°ف) | 26 (79)                    | 25.9 (78.6)                | 28.7 (83.7)                | 25.8 (78.4)                | 24.2 (75.6)                | 22.6 (72.7)                | 22.5 (72.5)                | 25.1 (77.2)                | 28.7 (83.7)                | 30.3 (86.5)                | 29 (84)                    | 26.3 (79.3)                | 30.3 (86.5)                |
| متوسط درجة الحرارة الكبرى °م (°ف) | 21.1 (70.0)                | 21 (70)                    | 20.8 (69.4)                | 20.1 (68.2)                | 17.2 (63.0)                | 16.8 (62.2)                | 15.1 (59.2)                | 17 (63)                    | 21.4 (70.5)                | 24.3 (75.7)                | 22.3 (72.1)                | 21.3 (70.3)                | 24.3 (75.7)                |
| متوسط درجة الحرارة الصغرى °م (°ف) | 17.1 (62.8)                | 16.9 (62.4)                | 16.2 (61.2)                | 15.8 (60.4)                | 12 (54)                    | 11 (52)                    | 9.2 (48.6)                 | 11.3 (52.3)                | 14.4 (57.9)                | 19.2 (66.6)                | 17.6 (63.7)                | 17.3 (63.1)                | 9.2 (48.6)                 |
| الهطول مم (إنش) | 17 (0.7)                   | 17 (0.7)                   | 10 (0.4)                   | 3 (0.1)                    | 0 (0)                      | 0 (0)                      | 0 (0)                      | 0 (0)                      | 0 (0)                      | 2 (0.1)                    | 8 (0.3)                    | 17 (0.7)                   | 74 (2.9)                   |
| المصدر: <ref>"Weather statistics for Lusaka (Zambia)". لوساكا: Norwegian Meteorological Institute and Norwegian Broadcasting Corporation. October 2016. مؤرشف من الأصل في 2020-01-18. اطلع عليه بتاريخ 20 October 2016. {{استشهاد ويب}}: تحقق من التاريخ في: \|سنة= لا يطابق \|تاريخ= (مساعدة) والوسيط غير المعروف \|width= تم تجاهله (مساعدة) |                            |                            |                            |                            |                            |                            |                            |                            |                            |                            |                            |                            |                            |

## أعلام
- غيفن سينغولوما